# Hylaeamys perenensis
Hylaeamys perenensis é uma espécie de roedor da família Cricetidae. Pode ser encontrada na Bolívia, Brasil, Peru, Equador e Colômbia.